# Valeri Dudin
Valeri Arkádievich Dudin –en ruso, Валерий Аркадьевич Дудин– (Kírov, URSS, 20 de agosto de 1963) es un deportista soviético que compitió en luge en la modalidad individual.
Participó en dos Juegos Olímpicos de Invierno, en los años 1984 y 1988, obteniendo una medalla de bronce en Sarajevo 1984, en la prueba individual.

## Palmarés internacional
| Juegos Olímpicos | Juegos Olímpicos      | Juegos Olímpicos  | Juegos Olímpicos |
| Año              | Lugar                 | Medalla           | Prueba           |
| ---------------- | --------------------- | ----------------- | ---------------- |
| 1984             | Sarajevo (Yugoslavia) | Medalla de bronce | Individual       |